# Joe Bryant
Pour les articles homonymes, voir Bryant.
Joseph Washington Bryant, dit Joe Bryant, né le 19 octobre 1954 à Philadelphie, (Pennsylvanie) et mort le 16 juillet 2024, est un joueur professionnel de basket-ball. Il est le père de Kobe Bryant, joueur des Lakers de Los Angeles.
Entraîneur de l'équipe italienne Sebastiani Rieti, il est entraîneur de l'équipe WNBA des Sparks de Los Angeles d'août 2005 à la fin 2006, puis redevient entraîneur assistant de cette équipe, avant de prendre de nouveau la place de Jennifer Gillom en juillet 2011.